# Ovejas (Colombia)
Ovejas es un municipio del Caribe Colombiano ubicado en el departamento de Sucre, se sitúa a 154 km al sudeste de Cartagena de Indias y a 41 km de distancia de la capital departamental, Sincelejo. Este municipio se encuentra en el sistema orográfico de los Montes de María. Junto con El Carmen de Bolívar es pionero a nivel nacional en exportaciones de tabaco. En este municipio se realiza anualmente el Festival Nacional de Gaitas.

## Toponimia
El topónimo del municipio Ovejas proviene de una gran hacienda que estaba ubicada en el casco urbano, y que llevaba ese nombre,  que no corresponde al dado por el fundador, sino que ha sido mantenido por los habitantes del municipio.
El nombre dado en su fundación en 1776 por Antonio de la Torre y Miranda fue San Francisco de Asís, como confirmación de su amistad establecida durante su permanencia en Cartagena con el obispo de esa diócesis Fray Joseph Díaz de la Madrid, religioso de la orden de San Francisco de Asís. Este nombre no permaneció, ya que sus primeros moradores y vecinos involuntariamente conservaron el nombre de la hacienda Ovejas, donde encontraron los medios para satisfacer sus necesidades básicas.

## Vías de comunicación
- Terrestres: Eje vial principal de comunicación con la capital del Departamento, carretera Troncal de Occidente.

Vía a Sincelejo: Teniendo comunicación con los Municipios de Los Palmitos, Corozal, Morroa.
Vía a Cartagena, Barranquilla y especialmente hacia los Santanderes (Norte de Santander y Santander): Esta vía tiene comunicación con el municipio del El Carmen de Bolívar.
- Aéreos: El Aeropuerto más cercano es el Aeropuerto Montemariano en jurisdicción del El Carmen de Bolívar. Pero el principal es el Aeropuerto de Corozal ya que es donde realizan vuelos comerciales.

## Límites municipal
|                      | Norte: El Carmen de Bolívar |                        |
| Oeste: Chalán Coloso |                             | Este: Córdoba, Bolívar |
|                      | Sur: Los Palmitos           | Sureste: San Pedro     |

## División Político-Administrativa
Además de su Cabecera municipal. Ovejas tiene bajo su jurisdicción los centros poblados:
- Alemania
- Almagra
- Buenos Aires
- Canutal
- Canutalito
- Chengue
- Damasco
- Don Gabriel
- El Floral
- Flor del Monte
- La Peña
- Osos
- Pedregal
- Pijiguay
- Salitral
- San Francisco
- San Rafael
- San Rafael Alto
- Zapato

### Veredas
El municipio tiene constituido las siguientes veredas:
Buenos Aires El Palmar, Capiro, El Campin, El Cerrito, El Charcón, El Charcón II, El Corozo, El Puente, El Moral, Floral Mamoncito, Gran San Martín, La Chabela, La Divisa, La Europa, Las Babillas, Loma del Banco, Los Andes, Los Números, Mancomoján, Masinga, Medellín, Naranjal, Ovejitas, Platanalcito, Puerto Príncipe, Sabaneta, Santa Rita, Santafe, Villa Colombia, Vilut.
Resguardos Indígenas
En su territorio se encuentra: cabildo indígena Vilut, San José de Almagra y Galapa.

## Historia

### Época precolombina
Los primeros pobladores se establecieron en este territorio unos 300 años antes de N.E. Pertenecían al grupo étnico de los finzenúes, descendientes de los zenúes. Se organizaron en la región formando pequeños poblados no muy distantes entre sí para poder mantener un sistema económico basado en el trueque, o intercambio de productos. Estos pequeños poblados fueron Chorroy, Pijiguay, Chengue, Vilut, Macajan, Cata y Macayepos.
Cata es un poblado ubicado muy cerca al nacimiento del arroyo Pechelín y enmarcado sobre unas vistosas colinas. Se convirtió en residencia y centro de gobierno de los indígenas de la zona; desde allí el cacique impartía su autoridad sobre los demás caciques menores, que gobernaban en las poblaciones antes mencionadas. 

### Conquista española
Este territorio fue visitado por primera vez en el año 1509 por el español Martín Fernández de Encizo, según lo relatado en sus crónicas. La organización política de estos pueblos se fue deteriorando, y el último jefe que tuvo a su mando el cacicazgo fue Tarra o Tarroy. Con su desaparición decayó su organización. 
El conquistador Antonio de La Torre y Miranda y la encomendadora Doña Matía González y Galápago fueron los primeros, junto con otras personas, poblaron el territorio de los zenúes y fundaron las primeras “parroquias de blancos”, a la vez que creaban los primeros hatos y haciendas.
Ya establecidos los españoles en esta región, constituyeron a Cartagena de Indias como centro de población y capital de la provincia. Los españoles fundaron poblaciones por toda la región, y se establecieron principalmente en Majagual y Caimito, en el año de 1770, y llegaron a la arruinada Catarrapa. Don Gabriel Mendoza, Don Manuel González y Doña Matía González y Galápago ejercieron los poderes concedidos por la Corona española para el aprovechamiento de la tierra.
La Corona española estableció el sistema de la encomienda en los virreinatos americanos. Así nace en Cata el sistema de las haciendas; las más importantes haciendas fueron La Ovejas, Galápagos y Don Gabriel, que en gran parte se constituyeron el origen del nacimiento de poblados, compuestos por aparceros y jornaleros, que hicieron posible el desarrollo agrícola y ganadero de la región.
Del linaje español de Cata (Gabriel Mendoza, Manuel González y Doña Matía) se derivó el árbol genealógico de "la Gonzalera" de esta región; estos mismos patrones contribuyeron por intermedio de la hacienda a la integración de un gran número de familias. Con el fallecimiento de los patrones, el sistema de hacienda inicia su debilitamiento y posteriormente su desaparición debido a dos factores principales: el establecimiento de poblados dentro de los predios y la falta de preparación de los herederos para el mantenimiento de las haciendas en situaciones económicas adversas.

### Fundación
El 2 de junio de 1776 hace su aparición en la región de las Montañas de María don Antonio de La Torre y Miranda, quien funda un poblado que lleva por nombre San Francisco de Asís, como confirmación de su amistad establecida durante su permanencia en Cartagena de Indias con el obispo de esa diócesis, Fray Joseph Díaz de la Madrid, religioso de la Orden Franciscana. Este nombre no permaneció, ya que sus primeros moradores y vecinos involuntariamente conservaron el nombre de la hacienda (Ovejas). La costumbre de los habitantes se convirtió poco a poco en ley, y el nombre Ovejas quedó como oficial para el municipio. El nombre asignado por el fundador quedó reducido a la parroquia, que conserva su nombre hasta hoy; el primer sacerdote fue el Dr. Juan José de Villanueva, que no llegó a Ovejas hasta enero de 1809. 
Casos similares ocurrieron en poblaciones vecinas como Santa Catalina o el Ejido de San Juan, que preservaron el nombre de las haciendas allí establecidas.

## Economía
La principal actividad económica del municipio de Ovejas son las explotaciones agrícolas y ganaderas. En cuanto a la explotación agrícola, se cultivan tabaco, yuca, maíz, sésamo, ñame, aguacate, y a menor escala hortalizas y frutas. En los actuales momentos los cultivos de maíz y yuca han tomado gran interés debido a la implementación de los procesos industriales en el departamento, relacionados con la producción de almidones que posteriormente son utilizados en generación de gas carburante, un proceso que necesita gran cantidad de esta materia prima. 
Pero la historia económica de Ovejas esta signada con el cultivo y proceso de tabaco, actividad que fue implementada por Don José María Pizarro a partir del año 1870. Este cultivo ha sido el de mayor incidencia en el renglón de exportaciones. Hoy se encuentra en etapa de decadencia debido a los resultados de los estudios científicos, que lo colocan como un producto nocivo para la salud, lo que ha ocasionado su caída en los mercados internacionales. Si bien el tabaco ha generado grandes ingresos, también los costos culturales fueron muy onerosos, porque con la introducción de este cultivo Ovejas abandonó las actividades artesanales. 
Ovejas pertenece al mismo núcleo artesanal de pueblos como Morroa, Sampues, San Andrés de Sotavento y San Jacinto. Actualmente se están haciendo ingentes esfuerzos para que Ovejas recupere esta vocación, con unos resultados bastante positivos. En lo inherente a la producción pecuaria, Ovejas fue otrora un gran centro ganadero, pero debido a múltiples factores esta explotación se fue a menos; hoy existen grandes posibilidades de recuperar el hato ganadero bovino con las actuales condiciones de seguridad. Además, ha crecido la producción en la cría, levante y ceba de especies menores (carnero, cerdo, aves, etc.).

## Geografía

### Medio ambiente
En el territorio del municipio de Ovejas, la economía se basó en lo que la naturaleza y el medio ambiente ofertaba en variedad y cantidad, sobre todo por el hecho de estar enclavado en los Montes de María, en medio de una riqueza en fauna, flora y suelos. Sin embargo, el uso extremo de los recursos naturales ha traído como repercusión la baja en la productividad de los suelos, la mala distribución de las lluvias y por tanto la afectación a las bases económicas del municipio. En el sector urbano del municipio de Ovejas, se identifican dos sistemas ambientales definidos como el sistema hídrico y el orográfico. El sistema hídrico del área urbana está representado básicamente por el Arroyo Pechilín y los afluentes del arroyo Mancomojancito (arroyos Ovejitas y el Ojito).
El arroyo Pichilín nace en el centro el casco urbano de Ovejas, más exactamente frente a la Iglesia San Francisco se Asís y corre en sentido noroccidental hacia el Municipio de Chalán. En su recorrido recibe agua de varios afluentes del casco urbano como: San José, el Aguá, La Puente; desde su nacimiento hasta atravesar el área urbana y cruza por los barrios El Centro, la Concepción, la María y San José.
El Arroyo Ovejitas es afluente del Mancomojancito y éste a su vez vierte sus aguas finalmente al Arroyo Mancomojan, en su recorrido hacia el Nor – oriente cruza por los barrios Plaza de la Cruz, Buenos Aires y Altos del Rosario hasta desembocar en el Ovejitas. El Arroyo Papito cruza por los barrios El Bolsillo y el Tamarindo hasta desembocar en el cauce principal del Ovejitas. Los cauces de estos arroyos son estacionales y se encuentran secos en la época de sequías, y sirven de drenes naturales para las escorrentías, sin embargo, también han sido tomados como vertientes de las aguas residuales, botaderos de basura y sus microcuencas han sido desforestadas para dar paso a viviendas.
El relieve es de lomeríos con pendientes altas, erosionadas por la acción del hombre, sobre todo en los procesos de construcción de viviendas. Se requiere establecer áreas de conservación en el casco urbano especialmente en donde las altas pendientes no permiten urbanizaciones y cuyo uso principal es el de Forestal (parque natural) complementado con la recreación ecológica.
Algunas zonas de alto riesgo para la población son las redes eléctricas de 13.5 Kv que atraviesan la malla urbana que no cumplen con la franja de protección de 8 metros a lado y lado de estas redes, lo cual trae como consecuencia que muchas viviendas estén vulnerables a la contaminación electromagnética invisible; la franja de terreno de 10 metros a lado y lado de la tubería del gasoducto con diámetro de 10 pulgadas que cruza por el área urbana; las áreas de los cerros donde se encuentran localizados los tanques de almacenamiento de agua del sistema de acueducto, en el cual se encuentran viviendas; la franja de protección de 50 metros a lado y lado de la Troncal de Occidente en los tramos no urbanizados debido al alto tráfico vehicular que circula por esta vía.
Las principales actividades que modifican las condiciones naturales del medio ambiente se relacionan con el uso y manejo de los recursos agua, suelo y atmósfera, el reemplazo de la vegetación primaria por pastos o cultivos, el manejo del agua en general, las técnicas agropecuarias no tecnificadas o inadecuadas, vertimientos de residuos sólidos y líquidos directamente a las laderas y fuentes de agua. Además el exceso de basuras y de restos vegetales en los cauces propicia represamientos que originan inundaciones afectando las áreas y las aguas abajo del lugar de vertimientos.
En el sector rural, se determinan los siguientes aspectos, la contaminación de fuentes superficiales por efecto del vertimiento de pesticidas y agroquímicos utilizados en la actividad agrícola, la utilización de áreas o zonas de vocación forestal en cultivos limpios como el tabaco, maíz, ñame y yuca, entre otros, la extracción de arena de los lechos de los arroyos, y la explotación de calizas en forma inadecuada.
La flora y fauna están seriamente afectadas por la caza indiscriminada, la tala indiscriminada, la expansión de la flora pecuaria, destrucción de hábitats acuáticos y terrestres, deterioro o contaminación de las cuencas de los arroyos Pichilín y Mancomoján y la contaminación de suelos.
La vegetación natural ha sido talada casi en su totalidad principalmente en las laderas u orillas de arroyos, pero aún se encuentra vegetación arbórea y arbustiva. Todo lo anterior, trae como consecuencia la alteración de la cadena trófica por la intervención en las comunidades vegetales y animales, que al igual que los demás elementos bióticos, son los que condicionan la armonía del ecosistema, de tal forma que la red hidrográfica de la zona se ve afectada por la destrucción de la vegetación y de hecho la reducción de la cantidad de agua en los arroyos.
La flora ha sufrido variaciones en su composición, densidad y distribución por la destrucción de los bosques primarios para el establecimiento de las actividades agropecuarias y ganaderas. La fauna asociada es restringida debido a la alta intervención del medio por su carácter urbano. La mayoría las especies mayores han desaparecido como producto de las acciones antrópicas, especialmente por la caza indiscriminada, la destrucción de bosques (tala y quema) y hábitat natural. Entre otras, las especies que se han extinguido tenemos: Saíno, guartinaja, guacamaya, gonzalo, guazalae, oropéndola, venado, mico, canarios, morrocoy, armadillo, conejos, loro, ponche, guaromera, pava congona, entre otros. Las especies que están amenazadas son las iguanas y osos perezosos. 
La avifauna está conformada por garzas, mochuelos, canarios, y picos gordos; entre los reptiles aún subsisten: iguanas, ranas, serpientes. Las inundaciones se producen en zonas rurales y más concretamente en algunos tramos de los arroyos Mancomoján y Pechilín, en el casco urbano es muy evidente en la zona aledaña al arroyo Papito, afectando las viviendas ubicadas en el área de retiro de este arroyo.
El arroyo Mancomojan tiene un recorrido aproximado de 52 km. en el municipio de Ovejas, nace en el alto Masingá y su recorrido lo hace en el sentido Sur - Oriente, para posteriormente desembocar en el río Magdalena a la altura del puente de Zambrano en el departamento de Bolívar, completando un recorrido total de 112 km, recibe numerosos afluentes de arroyos y quebradas de menor importancia como son: El Papito, El Andrea y Ovejitas. En el sector rural son afluentes del Mancomojan: Mancomojancito, Patricio, Bajo grande, La Arena, El Floral, Almoquita, Platanalcito, Angostura, Juanechedo, Masinga, Las Palmas, Charcón, Menbrillo, Rosa Nueva, Pativaca, San Roque, La Bomba, Santa Rita, Media Luna, Flores, Grillos, Veranillos, La Estancia, Rompederos y Palmarito.
El otro arroyo de mayor importancia en el municipio es Pichilín, con una longitud total de 58 km, su tramo en el recorrido del municipio de Ovejas es de 9.5 km. Su nacimiento o parte alta está ubicada en la cabecera municipal del municipio más exactamente en el sector de la iglesia; su recorrido lo hace en el sentido sur - occidente hacia el municipio de Colosó y Toluviejo para luego desembocar en el mar Caribe. Tiene como afluentes: Bilú, El Agua, Santa Fe, por la margen derecha; y San José y Colosó, por la margen izquierda. Además de Joney, La Europa, El Copey; este último nace en el sector occidental del casco urbano del municipio y recoge las aguas servidas del sector oriental y del área poblada.
En el Municipio de Ovejas se requiere establecer y accionar en la conservación del área de recarga del Acuífero de Morroa perteneciente a este Municipio, el cual tiene una extensión de 102.970,483 m mostrando este acuífero una alta área potencial de afloramiento e igualmente de disponibilidad del líquido.
Ovejas posee una gran riqueza ecológica mostrando un entorno natural nutrido de muchas especies de animales y plantas para ello lo discriminados así. FAUNA existen especies conservadas y domesticadas y otras en peligro de extinción. Clasificando tenemos: Aves conservadas y domésticas Gallinas, pavos, patos, gallina de guinea (cocá), guacharaca, paloma cacera, paloma torcaz, tórtola, cheleca, chorrondé, gavilán, lechuza, golero, pigua, garrochero, carpintero, toche, cotorros, golondrinas, papayeros, maderos, tijeretas, pico gordo, sangre toro, degolláo, chupa huevo, tia maria (chucha fría), azulejo entre otros. Aves en vía de extinción Canarios, mochuelos, loros, guacamayos, tucan, tuceros, gurupendolas, pava congona, bajero, perico entre otros. Animales terrestres Ganado bovino, cerdo, burro, caballo, mulo, carnero, perro, ñeque, armadillo, zorra, conejo, gato, culebra, batracios, morrocoy, mico, y cabra, entre otros. Animales terrestres en vías de extinción: guartinaja, venado, saíno, iguanas, y oso perezoso, entre otros.
En lo referente a los suelos, en nuestro municipio se ha venido degradando la calidad de los suelos por razón del manejo inadecuado; talas, mecanización excesiva, quemas, falta de rotación en los cultivos, etc. Los recursos hídricos han ido afectándose a causa de la tala indiscriminada de la vegetación, que circunda a los arroyos, quebradas, etc; ocasionando inundaciones, menoscabo de los suelos, con el uso exagerado de herbicidas y agentes químicos, la contaminación pulula deteriorando las condiciones de vida la que obliga a llamar la atención acerca de un problema que trae serias consecuencias a los procesos productivos de la región.

## Festividades y tradiciones
La tradición y la costumbre de sus habitantes se convirtió poco a poco en una ley que rige hasta nuestros días y es el nombre de nuestra población: Ovejas. 
En este municipio se introdujo la Gaita, instrumento que llegó a la Nueva Granada por los gallegos venidos de España en la época de la conquista, y que asemejaba el sonido de las suaras, fotutos o chuanas de los indígenas con los instrumentos aerófonos, sino en los de percusión conformando aires musicales y ritmos con el nombre de este en provincias como Maracaibo (Venezuela), Panamá y Cartagena de Indias; asimilando influencias europeas para adaptarlos a ritmos tradicionales de origen indígena y negroide enlazándolo por años en expresiones de nuestra cultura Sudamericana. El reencuentro con estas modalidades musicales de Gaitas expresadas en otros países, nos llama la atención con el objeto de entrelazar patrones que generalicen e internacionalicen nuestra Gaita, Suara o Chuana, universalizando los matices y melodías de nuestros maestros y cultores gaiteros. 
En 1984 empezó una de las tradiciones más importantes de este municipio el Festival Nacional De Gaitas. Fue iniciado por el señor Francisco llirene al son de la gaita (chuana) hembra y macho, el llamador y la tambora.

Festividades que se celebran después de las patronales de San Francisco de Asís el 4 de octubre, este festival además de llenar sus calles con música tradicional, turismo es para el encuentro de sus familias o más conocido como el encuentro ovejero.
Cada 12 de noviembre se conmemora la Batalla de Mancomojan, tanto en Ovejas, como en El Carmen de Bolívar.

## Estructura organizacional municipal
| Ovejas       | Ovejas      | Ovejas                     |
| Departamento | Código DANE | Categoría municipal (2022) |
| ------------ | ----------- | -------------------------- |
| Sucre        | 70508       | Sexta                      |

- Personería: Es un centro del Ministerio Público de Colombia que ejerce, vigila y hace control sobre la gestión de las alcaldías y entes descentralizados; velan por la promoción y protección de los derechos humanos; vigilan el debido proceso, la conservación del medio ambiente, el patrimonio público y la prestación eficiente de los servicios públicos, garantizando a la ciudadanía la defensa de sus derechos e intereses.

El actual Personero municipal es Nilson Blanco Causado (2024-2027).
- Concejo Municipal: Es la suprema autoridad política del municipio. En materia administrativa sus atribuciones son de carácter normativo. También le corresponde vigilar y hacer control político a la administración municipal. Se regulan por los reglamentos internos de la corporación en el marco de la Constitución Política Colombiana (artículo 313) y las leyes, en especial la Ley 136 de 1994 y la Ley 1551 de 2012.

Constituido por 13 concejales por un periodo de 4 años. 
- Alcaldía Municipal: En esta se encuentra la administración municipal y las entidades descentralizadas del municipio.

El Alcalde se pronuncia mediante decretos y se desempeña como representante legal, judicial y extrajudicial del municipio. El actual Alcalde municipal es Mario Ricardo Rodríguez (2024-2027), elegido por voto popular.
- JAL. Sin constitución alguna en los corregimientos del municipio.

## Servicios públicos
- Energía Eléctrica: Afinia, del grupo EPM, es la empresa prestadora del servicio de energía eléctrica.
- Gas Natural: Surtigas es la empresa distribuidora y comercializadora de gas natural en el municipio.